# Cerkiew św. Paraskewy w Korniach
Cerkiew św. Paraskewy w Korniach – dawna filialna cerkiew greckokatolicka, wzniesiona w 1910 w Korniach.
Po 1947 opuszczona. W latach 80. przejęta i użytkowana przez kościół rzymskokatolicki jako kościół filialny parafii w Siedliskach.
Murowaną cerkiew zbudowano w 1910 na miejscu wcześniejszych, drewnianych. Budowla na planie krzyża z dużą kopułą centralną. We wnętrzu stropy i ściany ozdobione barwną polichromią. Zachowały się elementy wyposażenia poprzedniej cerkwi z 1776: dwa ołtarzyki z ikonami Chrystusa i św. Paraskewy, dwa krzyże procesyjne i fragmenty późnobarokowego ołtarza.
Podczas święta patronki w świątyni odprawiane są nabożeństwa greckokatolickie, na które przyjeżdżają dawni mieszkańcy wsi.
Obok świątyni drewniana XVIII-wieczna dzwonnica konstrukcji słupowo-ramowej, wpisana do rejestru zabytków w 1992. Pokryta namiotowym dachem gontowym. Za cerkwią cmentarz z licznymi nagrobkami bruśnieńskimi. Przy wejściu na cmentarz znajduje się zbiorowa mogiła mieszkańców wsi zamordowanych 22 maja 1945 przez NKWD. W 50 rocznicę akcji „Wisła” Ukraińcy wystawili na cmentarzu pomnik z godłem ukraińskim upamiętniający 22 mieszkańców Korni, którzy zginęli w latach 1942–47.  

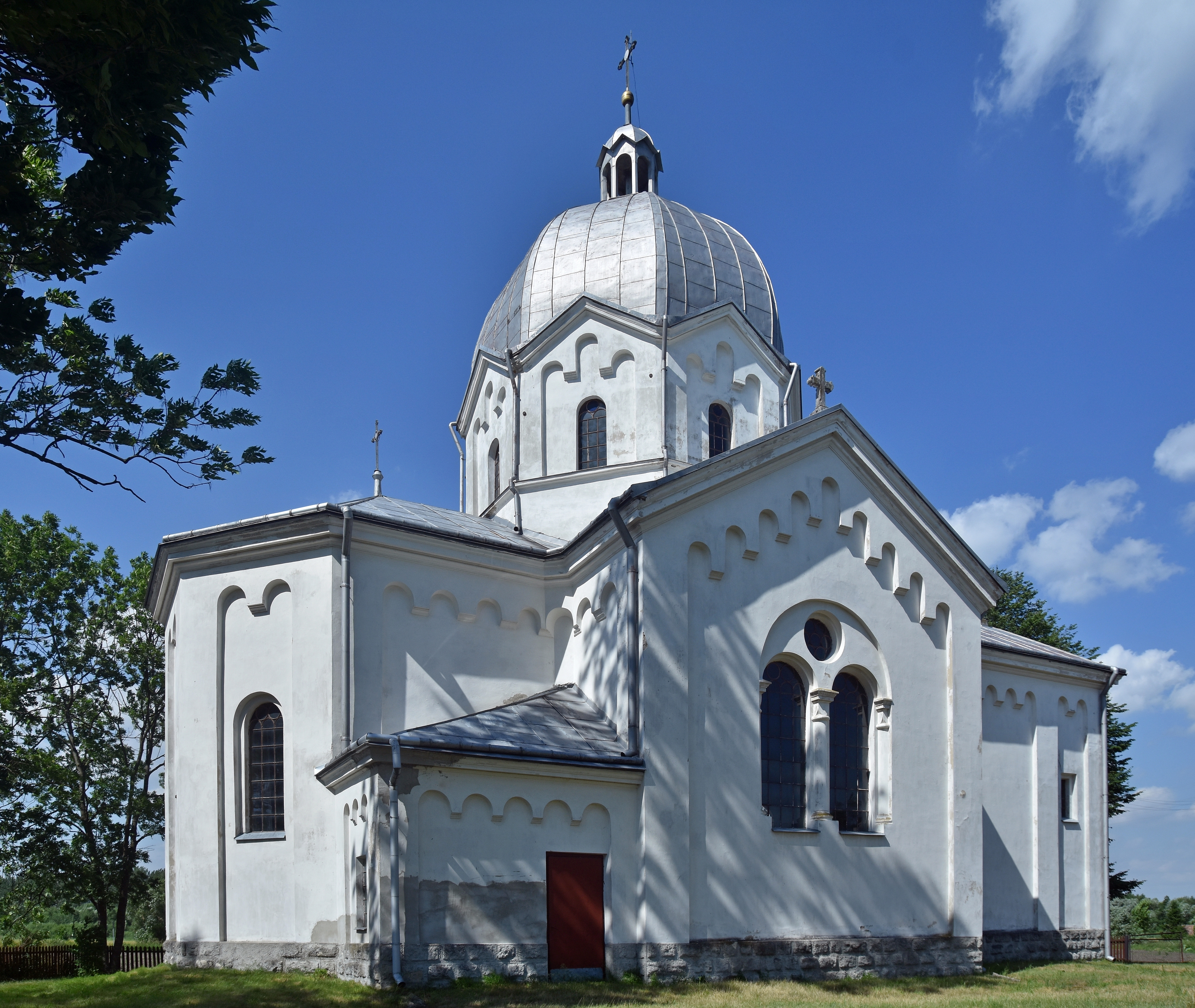
Elewacja boczna
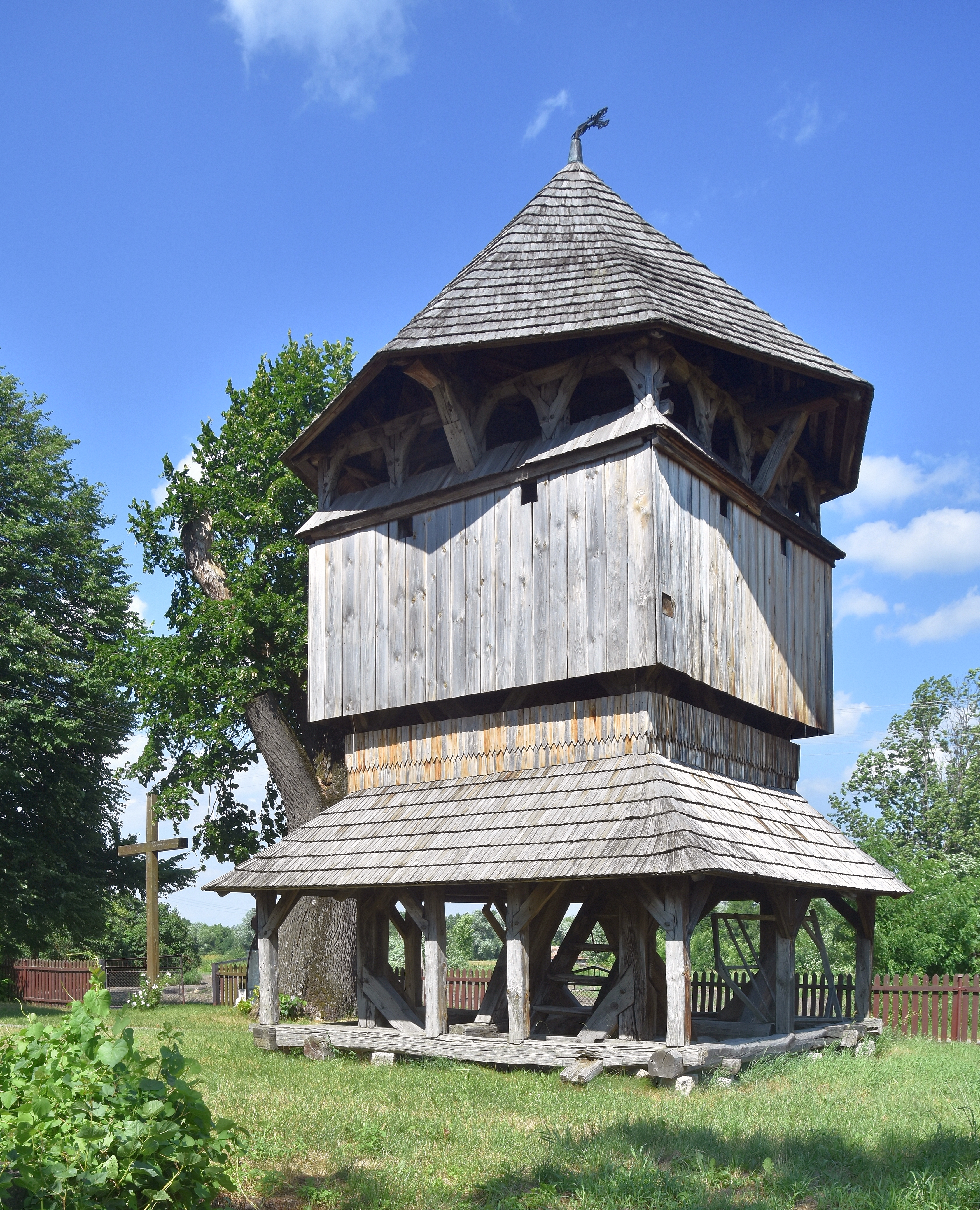
Dzwonnica
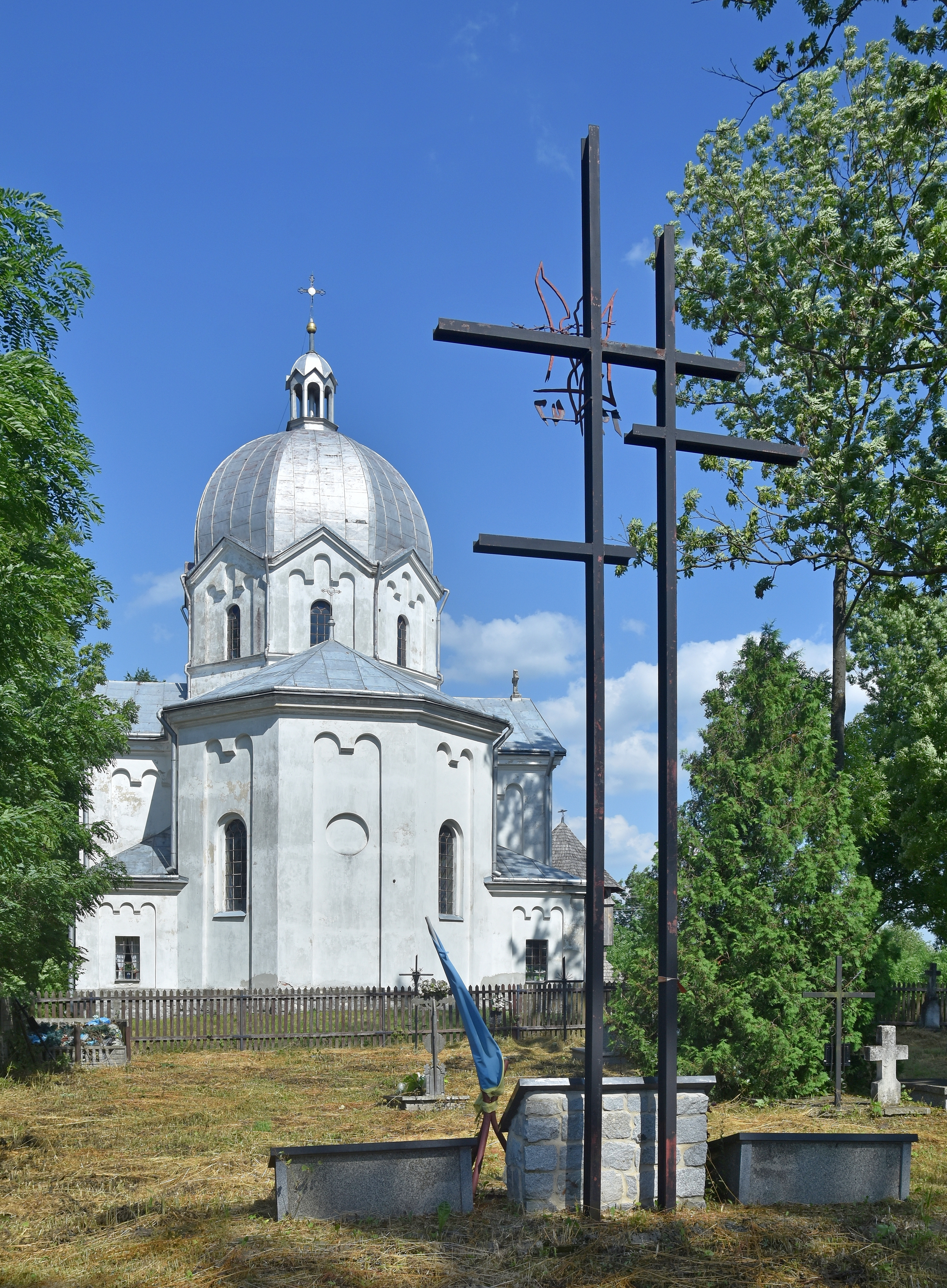
Widok od strony cmentarza z ukraińskim pomnikiem